# Zeeko Zaki
Zakaria Sherif Zaki (Árabe: زكريا شريف زكي; nascido a 18 de janeiro de 1990), mais conhecido como Zeeko Zaki (Árabe: زيكو زكي), é um ator egípcio-americano, mais conhecido pelo seu papel de Agente Especial do FBI Omar Adom "OA” Zidan na série FBI.

## Infância e Educação
Zaki nasceu em Alexandria, Egito, e emigrou com os pais Emon e Sherif Zaki para os Estados Unidos, com um ano de idade. Os avós maternos de Zaki já estavam no país. A família alargada permaneceu no Egito. Durante a infância, Zaki passou os verões na sua cidade natal, na vila da sua tia em Agami Region, onde se reunia com a família. Zaki cresceu em West Chester, Pensilvânia. A sua mãe têm um salão de beleza em Wilmington, Delaware, e o seu pai é cabeleireiro. Zaki é o mais velho de três irmãos. Tem um irmão, Zeyad, e uma irmã, Zeina.

## Carreira
Zaki descobriu uma paixão pela representação durante o secundário, ao fazer parte da peça Seussical, na Unionville High School. Também fez parte do clube de teatro comunitário Unionville Players. Frequentou a Temple University em Filadélfia por um breve período de tempo.
Em 2010, Zaki mudou-se para a Carolina do Norte, onde trabalhou no teatro antes de fazer audições para programas de televisão. Apareceu em papéis secundários em vários filmes e séries de televisão antes de conseguir um papel recorrente nas séries Six e 24: Legacy, onde fez de antagonista, e em Valor, onde ele retratou um artilheiro de uma unidade de aviação de operações especiais do Exército dos EUA. Zaki conseguiu o seu primeiro papel principal como Agente Especial do FBI Zidan na série FBI, produzida pela Wolf Entertainment. Originalmente, o papel tinha sido pensado para um ator latino mas Dick Wolf, impressionado com a audição de Zaki, decidiu alterar a etnicidade da personagem para se assemelhar à de Zaki.
Zaki disse que queria provar ao mundo que Mulçumanos e Árabes não são terroristas.

## Vida Pessoal
Zaki é Muçulmano. Zaki falou Árabe egípcio em casa até aos seis anos.
Zaki está noivo de Renee Monaco, criadora de conteúdos digitais.

## Filmografia

### Televisão
| Ano          | Título             | Papel                           | Notas                              |
| ------------ | ------------------ | ------------------------------- | ---------------------------------- |
| 2012         | Homeland           | Sargento                        | 1 episódio                         |
| 2012         | Revolution         | Soldado de Milícia              | 1 episódio                         |
| 2013         | Under the Dome     | Cliente #2                      | 1 episódio                         |
| 2014         | The Game           | Cameron                         | 1 episódio                         |
| 2015         | Satisfaction       | Russell                         | 2 episódios                        |
| 2016         | The Inspectors     | Dario Resta                     | 1 episódio                         |
| 2017         | Six                | Akmal Barayev                   | Personagem recorrente, 8 episódios |
| 2017         | 24: Legacy         | Hamid                           | Personagem recorrente, 7 episódios |
| 2017         | The Night Shift    | Duke                            | 2 episódios                        |
| 2017         | Daytime Divas      | Condutor de Táxi                | 1 episódio                         |
| 2017         | NCIS: Los Angeles  | Aimon Shah                      | 3 episódios                        |
| 2017–2018    | Valor              | Sargento Matt Darzi             | Papel recorrente                   |
| 2018–present | FBI                | Agente Especial do FBI OA Zidan | Papel principal                    |
| 2020         | FBI: Most Wanted   | Agente Especial do FBI OA Zidan | Convidado                          |
| 2021         | FBI: International | Agente Especial do FBI OA Zidan | Convidado                          |

### Filmes
| Ano  | Título                                 | Papel              | Notas          |
| ---- | -------------------------------------- | ------------------ | -------------- |
| 2012 | The Therapy Session                    | Michael            | curta-metragem |
| 2012 | Stuck in Love                          | Gus                |                |
| 2013 | Heart of the Country                   | Prisioneiro        |                |
| 2013 | McDuffy: The Urban Eagle               | Chocolate Pretzel  | curta-metragem |
| 2014 | Tuesday                                | Amigo de Andrew    | curta-metragem |
| 2015 | Max                                    | Polícia Afegão     |                |
| 2015 | Alvin and the Chipmunks: The Road Chip | Paparazzo          |                |
| 2016 | Allegiant                              | Líder de Esquadrão |                |
| 2018 | Escape Plan 2: Hades                   | Soldado MDLF       |                |